# Ozarba furva
Ozarba furva är en fjärilsart som beskrevs av W. Warren 1913. Ozarba furva ingår i släktet Ozarba och familjen nattflyn. Inga underarter finns listade i Catalogue of Life.